# Alopecurus alpinus
Alopecurus alpinus är en gräsart som beskrevs av Dominique Villars. Alopecurus alpinus ingår i släktet kavlen, och familjen gräs. Inga underarter finns listade i Catalogue of Life.

## Bildgalleri

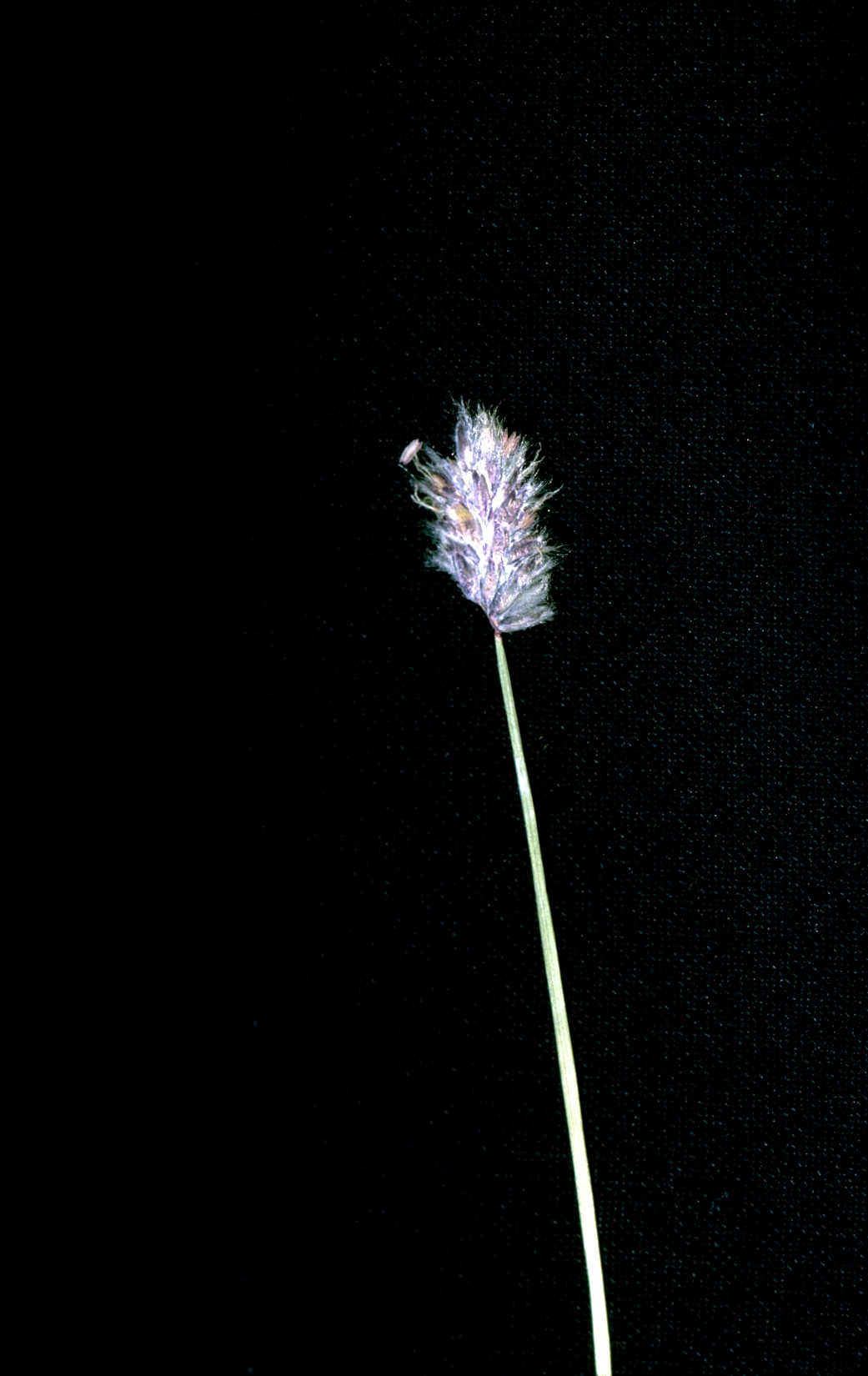